# Напряги извилины (телесериал)
«Напряги извилины» (англ. Get Smart, букв. «Стань умнее») — американский комедийный телесериал, пародия на шпионские фильмы. Создателями сериала выступили Мел Брукс и Бак Генри, главные роли исполняли Дон Адамс (Максвелл Смарт, Агент 86), Барбара Фелдон (Агент 99), и Эдвард Платт (Шеф Центра «CONTROL»). По словам Генри, идею этого сериала подал Даниэль Мелник (продюсер из компании «Talent Associates»), предложив соединить «двух величайших героев в современном мире развлечений» — Джеймса Бонда и Инспектора Клузо. Сам Брукс описал сериал так: «Это сумасшедшее сочетание Джеймса Бонда и комедии Мела Брукса».
Сериал показывали на телеканале NBC с 18 сентября 1965 года по 12 апреля 1969 года, после чего он переехал на канал CBS, где транслировался до своего окончания с 26 сентября 1969 года до 11 сентября 1970 года. Всего было отснято и показано 138 эпизодов. Сериал завоевал семь премий «Эмми», был номинирован ещё четырнадцать раз на премию «Эмми», а также на две награды «Золотой глобус». В 1995 году вышел короткий ремейк сериала, где роли снова исполнили Дон Адамс, Барбара Фелдон, а также Энди Дик, который сыграл роль сына Макса и Агента 99.

## Общая информация
События сериала разворачиваются вокруг секретного агента Максвелла Смарта (Адамс), также известного как Агент 86. Его опытным партнером была Агент 99 (Фелдон), чьё настоящее имя остаётся одной из главных загадок в сериале (в одной из серий имя раскрывается - Сьюзан Хилтон). Агенты 86 и 99 Центра «CONTROL», базирующегося в Вашингтоне, округ Колумбия (на Мэйн-Стрит, 123 — вымышленный адрес). Напарники расследуют и противостоят различным угрозам для мира, хотя в компетентности Смарта постоянно возникают сомнения. Смарту никогда не удаётся всё сделать самому, без Агента 99, которая обладает хорошими навыками и удачей. Руководит всей работой терпеливый и рассудительный глава Центра «CONTROL», которого называют только «Шеф», хотя в одной из серий Президент США его назвал именем Тадеуш (Эдвард Платт).
Заклятым врагом Центра «CONTROL» является «KAOS», названная «международной организацией зла». «KAOS» был якобы создан в Бухаресте (Румыния), в 1904 году, но базируется он в штате Делавэр.
Несмотря на то, что Центр «CONTROL» и «KAOS» пишутся прописными буквами, это не аббревиатуры, и никак не расшифровываются.
Противники сериала «Напряги извилины» видели в сюжете и шпионских устройствах пародию на фильмы о Джеймсе Бонде. «Делайте то, что они сделали, но обогатите это на полдюйма», — говорил Мел Брукс о принципах создания этого сериала.

## Персонажи

### «CONTROL»
- Максвелл Смарт (Дон Адамс), он же Агент 86, — главный герой сериала. Несмотря на то, что он — сверхсекретный правительственный агент, он, как правило, неловкий и неуклюжий до абсурда. Из-за его оплошностей, промахов, ошибок, большинство людей считают Макса некомпетентным. Но Максвелл часто оказывается в высшей степени изобретательным, квалифицированным в рукопашном бою, метким и везучим стрелком. По легенде, он является продавцом открыток, но ему чаще всего не удается сохранить тайну о своей настоящей работе. Агент 86 известен многочисленными шпионскими устройствами, в первую очередь — телефон-ботинок, которым Макс пользуется практически в каждой серии.
- Агент 99 (Барбара Фелдон) — отважная и привлекательная девушка-агент, внешность которой оказывается полезной для многих операций под прикрытием. Как правило, Агент 99 более компетентна, нежели Максвелл Смарт, однако в нескольких эпизодах Максвелл спасает ей жизнь. Смарт и 99 женятся в 4 сезоне и у них появляются близнецы в 5 сезоне. Настоящее имя Агента 99 долгое время не раскрывается. В эпизоде «99 lost CONTROL» она говорит, что её имя Сьюзан Хилтон, но в конце эпизода сообщает Максу, что на самом деле Сьюзан — не её имя. В эпизоде «A Man Called Smart» Макс называет 99 Эрнестиной. Она отвечает: «Впервые ты меня назвал Эрнестиной… Если только это было моим именем!». В 17 серии 5 сезона на вопрос одного из антагонистов Джейсона ван Хутена «почему вы назвали её 99» Макс ответил: «потому, что я не знаю её имени». В конце 3 сезона и в 4 сезоне её неоднократно называют Сюзанной, что, вероятно, всё-таки и является её настоящим именем. Свою популярную фразу «О, Макс!» Барбара Фелдон произносит во всех сериях, кроме семи. Как правило, в совместных сценах с Максом, Агент 99 либо сутулится, либо наклонена, либо сидит, так как её рост (5 английских футов 9 дюймов) на 0,5 дюйма больше, чем у Агента 86.

- Шеф Центра «CONTROL» (Эдвард Платт) — несмотря на то, что он часто бывает саркастичен и ворчлив, он является интеллигентным, серьёзным и благоразумным. Он начал свою карьеру в Центре «CONTROL» как агент Q. Он поддерживает Агентов 86 и 99, но часто разочаровывается в Максе из-за его частых неудач и путаниц. В отличие от Агента 99, Шеф раскрывает своё имя — Тадеуш — несколько раз, начиная с серии первого сезона «The Day Smart Turned Chicken». По его легенде, он — Гарольд Кларк, босс Макса в фирме по продаже поздравительных открыток. В другом случае его официальным именем называется Джон Доу.
- Робот Хайми (Ричард Готье) сконструирован доктором Реттоном для службы в «KAOS», но на его первом задании Максвелл Смарт сумел перепрограммировать его на работу в Центре «CONTROL». Хайми имеет многочисленные сверхчеловеческие способности. Он быстрее и сильнее, чем люди, может без последствий принимать яды. Но его интеллект характеризуется примитивной интерпретацией команд. Хайми запрограммирован на чистоту.
- Агент 13 (Дэйв Кетчум) — обычно находится в неожиданных местах, таких как почтовые ящики, стиральные машины, шкафы, мусорные баки, пожарные гидранты, кастрюли, хлебницы, картины. Он обижается на свою агентскую участь и не может этого простить начальству. Агент 13 снялся в нескольких сериях.
- Агент 44 (Виктор Френч) — пришел на смену Агенту 13, также располагался в неожиданных местах. У Агента 44 иногда наступали приступы жалости к себе, после чего следуют многочисленные жалобы на свою агентскую судьбу. Агент 44 появился в ряде серий во второй половине первого сезона. В последнем сезоне появился новый Агент 44.
- Агент Лараби (Роберт Карвелас) — бестолковый помощник Шефа, если что-нибудь случится со Смартом, Лараби должен занять его место. В некоторых эпизодах Шеф и Лараби пытались убить друг друга. (В реальной жизни, Карвелас был двоюродным братом Дона Адамса).
- Адмирал Харольд Хармон Харгрейд или Адмирал (Уильям Шэллерт) — бывший Шеф. Основал Центр «CONTROL» в качестве шпионского агентства в начале двадцатого века. Адмирал имеет плохую память, считая, что нынешний президент США всё ещё Герберт Гувер. Так как ему 91 год, он плохо держит равновесие, из-за чего часто падает.
- Фанг или Агент К-13 — плохо обученная собака Центра «CONTROL». Появляется в первом сезоне и в части второго.
- Доктор Стил (Эллен Уэстон) — учёный Центра «CONTROL», часто помогает Максу спастись из беды путём выявления ядов и других веществ. Появляется три раза в третьем сезоне.

### «KAOS»
- Людвиг фон Зигфрид, он же Конрад Зигфрид, или просто Зигфрид (Берни Копелл) — основной злодей, вице-президент по связям с общественностью и террору «KAOS». Он — враг номер один для Максвелла Смарта, хотя оба героя имеют сходные черты и часто говорят с уважением друг о друге, даже во время схваток и поединков. В одной серии Максвелл Смарт сказал «Да, почему, если это не мой старый друг Зигфрид». Вероятнее всего, Смарт говорил об этом с иронией. На Зигфриде всегда надета кожаная куртка. Он носит звание полковника, и имеет явный немецкий акцент. Смарта он называл «Шмарт», Старкера «Штаркер». Неоднократно упоминает о своем участии во Второй Мировой войне на стороне Третьего рейха
- Мистер Большой (Майкл Данн) — предполагаемый глава «KAOS», он появился только в черно-белой пилотной серии. Убит своим собственным лучом смерти, выпущенным Максвеллом Смартом. Несколько безымянных боссов «KAOS» появлялись в других сериях. Хотя его имя — мистер Большой, он в действительности карлик.
- Штаркер (Кинг Муди) — главный ставленник Зигфрида. Штаркером его называл именно Зигфрид, так как оба они являются немцами. Он бестолков, неуклюж и всецело следует командам Зигфрида.
- Мистер Клешня (Леонард Стронг) — азиатский злодей, представляющий Восточный филиал «KAOS». Вместо левой руки у него протез, на конце которого — подкова с мощным магнитом, которым он притягивает пистолеты и другое оружие неприятелей. Максвелл Смарт, язвя над ним, называл его «Мистер Культя», на что тот очень обижался. Мистер Клешня на это говорил: «Я не мистер Культя, я мистер Клешня».

## Приглашённые звёзды
Пять сезонов сериала «Напряги извилины» наполнены эпизодическими ролями (агенты, злодеи, потерпевшие и др.), сыгранными известными американскими актёрами кинематографа: Иан Эберкромби, Барбара Бейн, билли Барти, Ли Бергер, Шелли Берман, Джозеф Бернард, Том Босли, Виктор Буоно, Кэррол Барнет, Джеймс Каан, Бродерик Кроуфорд, Деннис Кросс, Джон Дехнер, Роберт Истон, Дана Элькар, Билл Эрвин, Джимми Фарр, Джон Фидлер, Элис Готсли, Джек Гилфорд, Лео Гордон, Сид Хейг, Джон Хойт, Конрад Дженис, Гордон Джамп, Тед Найт, Джеймс Комак, Лен Лессер, Джудит МакКонелл, Аль Молинаро, Ховард Мортон, Барри Ньюман, Леонард Нимой, Алан Опенхаймер, Реджис Филбин, Том Постон, Энн Прентисс, Винсент Прайс, Дон Риклес, Алекс Рокко, Вито Скотти, Лари Сторч, Вик Тэйбак, Фред Виллард, Джейсон Вингрин, Дана Винтер, и другие артисты.

## Гаджеты
Самым знаменитым гаджетом является телефон, встроенный в ботинок (идея Мела Брукса). Чтобы позвонить или ответить на звонок, Максвелл должен был снять свою обувь. Туфля превращается в пистолет, если набрать номер 117. Телефоны были спрятаны во многих других местах, включая галстук, расчески, душ, часы, платки, журнал, садовый шланг, автомобильный прикуриватель, ремень, бумажник, бандаж, рулевое колесо автомобиля (Макс жаловался, что во время поворота направо, у него набирался номер оператора), картина с телефоном, у изголовья его кровати, бутерброд, а также, крошечный телефон внутри другого полноразмерного телефона! Обувь Смарта иногда содержала другие устройства. В каблуках были встроены взрывные запалы, дымовые шашки, а также таблетки для самоубийства.
Другими гаджетами являлись пуленепробиваемая невидимая стена в квартире Смарта (спускавшаяся с потолка), скрытые камеры на дне миски с супом (во время забора супа ложкой срабатывала вспышка, которую было очень заметно. Солёные пуговицы Смарт использовал в пустыне (от жажды). В серии про индейцев и их ракету Смартом использовалась электронная змея (когда два индейца беседовали, а змея проползала мимо, один спросил: «Что это?», другой ответил: «Похоже на электронную змею»).
17 февраля 2002 года ботинок Смарта с телефоном принял участие в выставке «Шпионы: секреты ЦРУ, КГБ, и Голливуда», в коллекции реальных и вымышленных шпионских устройств. Выставке проходила в Президентской библиотеке Рональда Рейгана в Калифорнии.
Университет Флиндерс в Аделаиде в настоящее время разрабатывает телефон в ботинке, по той технологии, которая была показана в сериале «Напряги извилины».
Другим неизменным гаджетом был колпак тишины (изобретение Бака Генри). Смарт в офисе Шефа, в случае необходимости конфиденциального разговора, требовал его проведения под колпаком тишины, представляющим собой две прозрачные пластмассовые полусферы, которые опускались на Смарта и Шефа, несмотря на постоянные протесты последнего. Однако, ввиду неисправностей, беседы под колпаком были крайне неэффективны, поскольку в большинстве случаев собеседники не слышали друг друга, в то время как все их реплики ясно воспринимались всеми окружающими, а любые же попытки самостоятельно выбраться из-под него были сопряжены со значительными трудностями и чаще всего оказывались (прежде всего для Шефа) неудачными. В серии «Неоконченная симфония Хьюберта» представлена портативная разновидность колпака, выглядевшая как две соединенные переговорной трубкой сферы, надеваемые собеседниками на головы. Невозможность снять такой колпак с головы после окончания беседы стала главным недостатком этой версии. В итоге Шеф упал в оркестровую яму и разбил колпак, только таким образом сумев освободить от него свою голову.